# Α-angelica lactona
α-Angelica lactona, γ-lactona do ácido 4-hidroxi-3-pentenoico ou 5-metil-2(3H)-furanona, é o composto orgânico de fórmula C5H6O2 e massa molecular 98,10. É classificado com o número CAS 591-12-8, número de registo Beilstein 108394, Council of Europe no. 731, número EC 209-701-8, número FEMA 3293, número Flavis 10.012, número MDL MFCD00005375 e PubChem Substance ID 11559.